# Aleksandar Karakašević
Aleksandar Karakašević, cyr. Александар Каракашевић (ur. 9 grudnia 1975 w Zemunie) – serbski tenisista stołowy występujący też wcześniej w barwach Jugosławii oraz Serbii i Czarnogóry, czterokrotny mistrz Europy.
Ośmiokrotnie zdobywał medale podczas mistrzostw Europy, a największe sukcesy odnosił w grze mieszanej czterokrotnie zdobywając tytuł z Litwinką Rūtą Paškauskienė (2000, 2005, 2007, 2009). W grze podwójnej dwukrotnie zdobył brąz w parze ze Słoweńcem Bojanem Tokić (2009, 2011). W 2011 zdobył także brąz w grze pojedynczej.
Trzykrotnie startował w igrzyskach olimpijskich (1996, 2000, 2004), bez sukcesów. Najlepiej wypadł w 2004 w Atenach, gdzie w deblu osiągnął ćwierćfinał. Dwukrotnie też na tym etapie w grze podwójnej żegnał się z turniejem podczas mistrzostw świata w Paryżu (2003) i Zagrzebiu (2007). Były to największe sukcesy Serba w mistrzostwach świata.
- miejsce w światowym rankingu ITTF: 100 (październik 2011)
- styl gry: leworęczny